# اس‌اس پانامان
اس‌اس پانامان (به انگلیسی: SS Panaman) یک کشتی بود که طول آن ۴۰۷ فوت ۷ اینچ (۱۲۴٫۲۳ متر) بود. این کشتی در سال ۱۹۱۳ ساخته شد.